# Zjednoczona Partia Socjalistyczna (Włochy)
Zjednoczona Partia Socjalistyczna (Partito Socialista Unitario, PSU) – włoska partia o profilu socjaldemokratycznym, działająca w latach 1949–1951.

## Działalność

### Początki
Kongres założycielski partii rozpoczął się 4 grudnia 1949 roku we Florencji. Udział w nim brali socjaliści-autonomiści (MSA) kierowani przez Giuseppe Romitę, którzy oderwali się od  Włoskiej Partii Socjalistycznej (PSI), grupa Ignazio Silone oraz antykolaboranci z partii PSLI. Prace kongresu zakończono 8 grudnia, ogłaszając połączenie trzech formacji politycznych w jedną oraz ustalając główną linię polityczną ugrupowania – podążanie zgodnie z zasadami socjaldemokracji oraz sprzeciw wobec monopolu komunistów i chadecji. Późniejsze działania partii miały na celu zjednoczenie wszystkich partii demokratycznych i socjalistycznych na terenie Toskanii: w tym celu utworzono Florencki Komitet Koordynacji dla Zjednoczenia Socjalistycznego. Jednym z rezultatów tych działań było włączenie w struktury partyjne stronnictwa USI.

### Koniec istnienia
W 1951 roku partia przyłączyła się do Włoskiej Socjalistycznej Partii Pracowników, tym samym kończąc działalność jako samodzielne ugrupowanie.